# Sagalo (Burkina Faso)
Pour les articles homonymes, voir Sagalo.
Sagalo est une commune rurale située dans le département de Tô de la province de Sissili dans la région du Centre-Ouest au Burkina Faso.